# Коккай Футоси
Коккай Футоси (яп. 黒海 太, известен как Коккай, настоящее имя Мераб Леван Цагурия) — грузинский профессиональный борец сумо. Первый европейский сэкитори (борец верхних лиг дзюрё и макуути). 13-й иностранец, добившийся права выступать в макуути. Сикона «Коккай» — «Чёрное море», взята по родным местам борца.
Из-за гражданской войны грузинская семья Цагурия была вынуждена оставить родной дом. Юность будущий богатырь провёл в Тбилиси. В 1999 году он стал чемпионом Европы по вольной борьбе среди юниоров в категории до 130 кг.
Коккай стал первым сэкитори из Грузии. Вслед за ним появились и другие грузинские сэкитори — Тотиносин и Гагамару.
Подал в отставку в сентябре 2012 года.

## Стиль борьбы
Можно выделить три манеры вести поединок: атака с захватом пояса с последующим броском или теснением, толчки (цуппари, хикиотоси) и оборонительная манера с попытками уронить соперника, отступая (хатакикоми).

## Результаты выступлений
| Год в сумо | Январь Хацу басё, Токио    | Март Хару басё, Осака      | Май Нацу басё, Токио      | Июль Нагоя басё, Нагоя      | Сентябрь Аки басё, Токио          | Ноябрь Кюсю басё, Фукуока  |
| --- | -------------------------- | -------------------------- | ------------------------- | --------------------------- | --------------------------------- | -------------------------- |
| 2001 | x                          | x                          | (Маэдзумо)                | Дзёнокути #42 востока 6–1   | Дзёнидан #75 востока 6–1          | Дзёнидан #3 востока 7–0–P  |
| 2002 | Сандаммэ #14 запада 7–0    | Макусита #15 востока 3–4   | Макусита #21 запада 6–1   | Макусита #7 востока 5–2     | Макусита #1 запада 2–5            | Макусита #9 востока 4–3    |
| 2003 | Макусита #6 запада 6–1–PP  | Макусита #1 запада 5–2     | Дзюрё #10 запада 8–7      | Дзюрё #6 востока 9–6        | Дзюрё #4 востока 9–6              | Дзюрё #2 запада 14–1       |
| 2004 | Маэгасира #10 запада 8–7   | Маэгасира #9 запада 8–7    | Маэгасира #7 востока 10–5 | Маэгасира #2 востока 8–7    | Маэгасира #1 запада 7–8           | Маэгасира #2 запада 7–8    |
| 2005 | Маэгасира #3 запада 7–8    | Маэгасира #4 востока 9–6   | Маэгасира #2 востока 5–10 | Маэгасира #6 востока 9–6 Д★ | Маэгасира #2 запада 5–10          | Маэгасира #6 запада 9–6    |
| 2006 | Маэгасира #2 запада 8–7 ★  | Маэгасира #1 запада 5–10   | Маэгасира #6 запада 8–7   | Маэгасира #5 запада 10–5    | Комусуби запада 8–7               | Комусуби запада 3–12       |
| 2007 | Маэгасира #5 запада 7–8    | Маэгасира #7 востока 10–5  | Маэгасира #2 востока 3–12 | Маэгасира #9 запада 6–9     | Маэгасира #12 востока 7–8         | Маэгасира #13 востока 9–6  |
| 2008 | Маэгасира #9 востока 9–6   | Маэгасира #5 запада 12–3 Д | Маэгасира #1 востока 3–12 | Маэгасира #10 запада 5–10   | Маэгасира #16 востока 8–7         | Маэгасира #11 востока 9–6  |
| 2009 | Маэгасира #4 запада 5–10   | Маэгасира #8 запада 5–10   | Маэгасира #14 востока 8–7 | Маэгасира #8 востока 5–10   | Маэгасира #14 востока 8–7         | Маэгасира #10 запада 8–7   |
| 2010 | Маэгасира #9 востока 5–10  | Маэгасира #14 востока 10–5 | Маэгасира #6 запада 3–12  | Маэгасира #12 запада 8–7    | Маэгасира #8 востока 8–7          | Маэгасира #4 востока 4–11  |
| 2011 | Маэгасира #15 востока 3–12 | Отмена басё 0–0–15         | Дзюрё #6 запада 5–10      | Дзюрё #4 востока 9–6        | Маэгасира #16 востока 9–6         | Маэгасира #10 востока 1–14 |
| 2012 | Дзюрё #4 востока 7–8       | Дзюрё #5 запада 4–11       | Дзюрё #11 запада 8–6–1    | Дзюрё #7 востока 4–11       | Дзюрё #12 востока Отставка 0–3–12 | x                          |
| Результат приведен как победил-проиграл-снялся Победа Малый кубок Отставка Не выступал в макуути Специальные призы: Д=За боевой дух (Канто-сё); В=За выдающееся выступление (Сюкун-сё); Т=За техническое совершество (Гино-сё) Ещё показаны: ★=Кимбоси; P=Участие в дополнительном финале Лиги: Макуути — Дзюрё — Макусита — Сандаммэ — Дзёнидан — Дзёнокути Ранги макуути: Ёкодзуна — Одзэки — Сэкивакэ — Комусуби — Маэгасира |                            |                            |                           |                             |                                   |                            |